# Комаров, Александр Сергеевич (математик)
Алекса́ндр Серге́евич Комаро́в (20 марта 1945, Барановичи — 31 мая 2015, Москва) —советский и российский математик, доктор биологических наук, профессор, заведующий лабораторией моделирования экосистем Института физико-химических и биологических проблем почвоведения РАН (1995—2015). Организатор Пущинского государственного университета (2003), заведующий кафедрой системной экологии (2004—2015). Организатор Всероссийских конференций с международным участием по математическому моделированию в экологии «ЭкоМатМод» (2009—2015). Редактор журнала «Ecological modeling», член редколлегий журналов «Mathematical and Computational Forestry and Natural-Resource Sciences», «Проблемы экологического мониторинга и моделирования экосистем».

## Биография
Родился 20 марта 1945 года на территории Западной Белоруссии. Мать, Зоя Георгиевна Комарова (1912—1972), девичья фамилия Муравьева), гвардии капитан железнодорожных войск, была откомандирована из действующей армии в распоряжение командования в Москву, но до Москвы доехала уже после рождения сына. Ребёнок был зарегистрирован в г. Барановичи Брестской области, где и прожил первые недели своей жизни. Отец, Комаров Сергей Николаевич (1892—1971) гвардии полковник, находился в действующей армии в должности начальника передвижения войск 10 гвардейской армии в составе III Белорусского фронта.
В детстве вместе с семьей Александр жил в местах службы отца — в Москве, Котласе, Иркутске, Симферополе. В 1952 году поступил в 7 школу г. Симферополя, которую окончил в 1963 году с золотой медалью. В 1962—1963 годах обучался и успешно закончил в 1963 году вечернюю физико-математическую школу при Крымском государственном пединституте. Во время обучения в школе неоднократно участвовал и побеждал в областных и республиканских олимпиадах по математике и физике. В старших классах был активным членом Крымского общества любителей астрономии, членом оргкомитета и затем действительным членом Малой академии наук Крыма «Искатель».
В 1963 году поступил на механико-математический факультет Московского государственного университета им. М. В. Ломоносова. В 1965 году по состоянию здоровья ушёл в академический отпуск и поступил на работу в Институт биофизики АН СССР в Пущино, где и проработал до возвращения в МГУ в 1967 году. После окончания МГУ, в 1971 году поступил на работу старшим лаборантом в Институт агрохимии и почвоведения АН СССР по приглашению его основателя — члена-корреспондента АН СССР В. А. Ковды, который считал важным и необходимым внедрение математических методов в почвенные и биосферные исследования. В институте (позже переименованном в Институт почвоведения и фотосинтеза АН СССР, затем Институт фундаментальных проблем биологии РАН, и Институт физико-химических и биологических проблем почвоведения РАН) работал старшим лаборантом, инженером, старшим инженером, младшим научным сотрудником, старшим научным сотрудником. В 1989 г. им организована группа диагностики и моделирования биогеоценотических процессов, в которой объединились специалисты из разных областей знаний. В 1995 г. эта группа была преобразована в Лабораторию моделирования экосистем, которой он заведовал со дня возникновения до последних дней (31 мая 2015 года).

## Научные интересы
- Математическое моделирование в экологии и почвоведении
- Информационные технологии и применение математической статистики в экологии и почвоведении
- Модели популяционной экологии растений в технике клеточных автоматов
- Модели биологического круговорота элементов в лесных экосистемах
- Модели сукцессий

## Научная деятельность
В 1986 году А. С. Комаров защитил кандидатскую диссертацию на тему «Дискретные динамические модели ценопопуляций растений».
В 2004 году А. С. Комаров защитил докторскую диссертацию на тему «Имитационные модели нелинейной динамики сообществ растений». В 2008 году ему было присвоено звание профессора.
Тесно сотрудничал с кафедрой ботаники и Проблемной биологической лаборатории «Численность популяций растений и животных» Московского государственного педагогического института им. В. И. Ленина, Марийским государственным университетом, МГУ и многими другими научными коллективами.
Опубликовал более 170 статей, из них более 60 статей в реферируемых журналах, в том числе около 40 в международных. Соавтор 5 монографий. Он входит в список учёных, индекс цитирования которых по базе цитирования Web of Science превышает 1000 ссылок. Многие годы он являлся одним из редакторов журнала «Ecological Modelling», входил в редколлегии журналов «Mathematical and Computational Forestry and Natural-Resource Sciences», «Проблемы экологического мониторинга и моделирования экосистем» и других, был выбран в состав Правления международного общества по экологическому моделированию (International Society for Ecological Modelling). Делал приглашенные доклады на конференциях в США, Японии, Германии. Читал приглашенные курсы лекций в университетах Финляндии и Германии. Участвовал более чем в 10 международных проектах с Финляндией, Голландией, Италией, Канадой, Германией. Участвовал в ряде Оргкомитетов международных и российских конференций. В 2005 году был председателем Оргкомитета 5-й Европейской конференции по математическому моделированию в экологии, которая проходила в Пущино. Начиная с 2009 г., инициировал проведение национальных конференций по математическому моделированию в экологии «ЭкоМатМод». Задуманные как продолжение широко известных среди биологов «Молчановских школ» 1970—1980-х годов, конференции «ЭкоМатМод», безусловно, стали значимыми событиями в научной жизни современной России.

## Основные достижения
- Впервые показал на моделях в технике клеточных автоматов появление популяционных волн и роль геометрии вегетативного распространения растений для закономерностей развития ценопопуляций растений[8].
- Показал с применением клеточно-автоматных моделей возникновение критических состояний в ценопопуляциях травянистых растений при некоторой интенсивности нарушений «Эффект тропинки А. С. Комарова»[9][10];
- С применением клеточно-автоматных моделей травянистых растений показал, что системы с «абсолютным заповеданием» обладают меньшей восстановительной способностью, чем системы с нарушениями[11].
- Собрал коллектив исследователей и модельеров, создавших систему модели роста леса на основе динамики биофильных элементов в системе дерево-почва с учётом климатических воздействий (ROMUL-EFIMOD-SCLISS)[12].

## Преподавательская деятельность
В 1993 году А. С. Комаров принял активное участие в создании Пущинского государственного университета, в 1994 году стал доцентом и заведующим кафедрой системной экологии, с 2004 года — профессор ПущГени. Руководил магистерской программой по специальности «Экология», более 20 человек под его руководством защитили магистерские диссертации. Шесть человек защитили кандидатские диссертации в МГУ им. М. В. Ломоносова и академических институтах.

## Семья
От первого брака с Еленой Владимировной Гордеевой имел двух дочерей.
От второго брака с Еленой Владимировной Зубковой имел дочь.